# Olga Borys

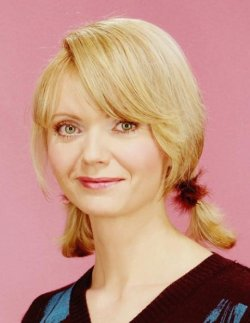
Olga Borys

Olga Borys (* 1. Januar 1974 in Gubin, Polen) ist eine polnische Schauspielerin.

## Leben
Sie ist die Tochter eines Offiziers der polnischen Streitkräfte. Sie absolvierte ihre Schauspielausbildung am V Liceum Ogólnokształcące in Breslau und an der Staatlichen Hochschule für Film, Fernsehen und Theater in Łódź. Anschließend hatte sie verschiedene Engagements an Theatern in Polen. Eine gewisse Popularität in ihrem Heimatland, brachte ihr die Comedy-Sitcom Lokatorzy, in der sie die Rolle der Zuzia Śnieżanka verkörperte. 2004 war sie in der Februar-Ausgabe des Playboy-Magazins mit einer Fotoserie vertreten.
Sie ist seit 1997 mit dem Schauspieler Wojciech Majchrzak verheiratet. Das Paar bekam am 21. Juli 2006 eine Tochter.

## Filmografie
- 1999: Klan
- 1999–2005: Lokatorzy
- 2000: Twarze i maski
- 2005: Na Wspólnej
- 2005: Magda M.
- 2006: Niania
- 2006: My baby
- 2006–2007: Na dobre i na złe
- 2009: Pierwsza Miłość
- 2009: Klan
- 2010: Samo życie
- 2010: Nie - zła mama
- 2012: Galeria
- 2012: Ja to mam szczęście
- 2012: Ojciec Mateusz